# Elvis (текстовый редактор)
Elvis — интерактивный, полноэкранный текстовый редактор, совместимый с Unix/POSIX-редактором vi. Elvis был одним из первых клонов редактора vi. Имеются версии программы для DOS, Windows и OS/2.

## Возможности программы
- Подсветка синтаксиса.
- Поддержка сети (HTTP и FTP).
- Редактирование нескольких файлов в разных окнах программы.
- Возможность использовать графический интерфейс пользователя.

## Интересные факты
Редактор vi в QNX представляет собой ссылку на Elvis.